# USAC-Saison 1956
Die USAC-Saison 1956 war die 35. Meisterschaftssaison im US-amerikanischen Formelsport. Sie begann am 30. Mai mit dem Indianapolis 500 und endete am 12. November in Phoenix. Jimmy Bryan sicherte sich den Titel. Da der AAA im vergangenen Jahr bekannt gab keine Motorsportrennen mehr zu veranstalten übernahm der United States Auto Club ab dieser Saison diese Aufgabe.

## Rennergebnisse
| Nr. | Datum         | Veranstaltung (Rennstrecke)                                          | Meilen | Sieger            | Siegerteam            |
| --- | ------------- | -------------------------------------------------------------------- | ------ | ----------------- | --------------------- |
| 1   | 30. Mai       | International 500 Mile Sweepstakes (Indianapolis Motor Speedway) (O) | 500    | Pat Flaherty      | Watson-Offenhauser    |
| 2   | 10. Juni      | Rex Mays Classic (The Milwaukee Mile) (O)                            | 100    | Pat Flaherty      | Watson-Offenhauser    |
| 3   | 24. Juni      | Langhorne 100 (Langhorne Speedway) (UO)                              | 100    | George Amick      | Kuzma-Offenhauser     |
| 4   | 04. Juli      | Pee Dee 200 (Darlington Raceway) (O)                                 | 200,75 | Pat O’Connor      | Blough-Offenhauser    |
| 5   | 14. Juli      | Atlanta 100 (Lakewood Speedway) (UO)                                 | 100    | Eddie Sachs       | Hillegass-Offenhauser |
| 6   | 19. August    | Springfield 100 (Illinois State Fairgrounds) (UO)                    | 100    | Jimmy Bryan       | Kuzma-Offenhauser     |
| 7   | 26. August    | Milwaukee 250 (The Milwaukee Mile) (O)                               | 250    | Jimmy Bryan       | Kuzma-Offenhauser     |
| 8   | 03. September | Ted Horn Memorial (DuQuoin State Fairgrounds) (O)                    | 100    | Jimmy Bryan       | Kuzma-Offenhauser     |
| 9   | 08. September | Syracuse 100 (New York State Fairgrounds) (UO)                       | 100    | Tony Bettenhausen | Kuzma-Offenhauser     |
| 10  | 15. September | Hoosier Hundred (Indiana States Fairground) (UO)                     | 100    | Jimmy Bryan       | Kuzma-Offenhauser     |
| 11  | 21. Oktober   | Golden State 100 (California State Fairgrounds) (UO)                 | 100    | Jud Larson        | Watson-Offenhauser    |
| 12  | 12. November  | Bobby Ball Memorial (Arizona State Fairgrounds) (UO)                 | 100    | George Amick      | Lesovsky-Offenhauser  |

- Erklärung: O: Oval, UO: unbefestigtes Oval

## Fahrer-Meisterschaft (Top 10)
| 1. | Jimmy Bryan  | 1860 |
| 2. | Pat Flaherty | 1500 |
| 3. | Don Freeland | 1280 |
| 4. | George Amick | 1050 |
| 5. | Jimmy Reece  | 1040 |

| 6.  | Johnny Boyd    | 980 |
| 7.  | Bob Veith      | 903 |
| 8.  | Rodger Ward    | 862 |
| 9.  | Sam Hanks      | 800 |
| 10. | Johnny Thomson | 710 |